# Pillnitzer Elbinsel
La isla de Pillnitz (en alemán: Pillnitzer Elbinsel) es una isla fluvial en el río Elba, en territorio que pertenece al estado de Sajonia, Alemania.
La isla está situada en el extremo sureste de la capital del estado, posee 0,2 km² de superficie, 1 km de largo y 200 m de ancho. Es una reserva natural desde 1924 (una de las más antiguas de Sajonia) y se encuentra totalmente deshabitada.